# Barre (Tarn)
Barre é uma comuna francesa na região administrativa de Occitânia, no departamento de Tarn. Estende-se por uma área de 15,07 km². Em 2010 a comuna tinha 209 habitantes (densidade: 13,9 hab./km²).

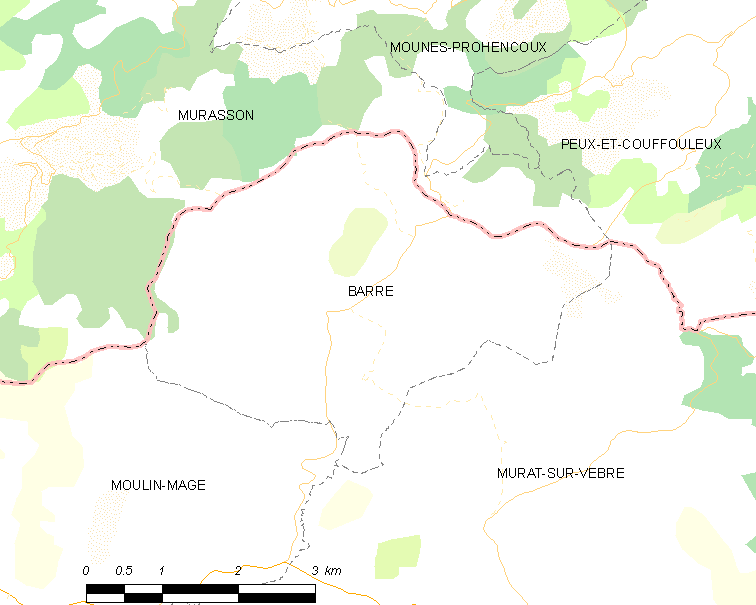
Mapa